# Вервик Буллестад, Олауг
Олауг Вервик Буллестад (норв. Olaug Vervik Bollestad; род. 4 ноября 1961, Странн, Ругаланн) — норвежский политический и государственный деятель. Исполняющая обязанности лидера Христианской народной партии. Действующий депутат стортинга (парламента Норвегии) от округа Ругаланн с 2013 года. В прошлом — министр сельского хозяйства Норвегии (2019—2021), мэр коммуны Есдал (2007—2013).

## Биография
Родилась 4 ноября 1961 года в коммуне Странн в фюльке Ругаланн. Дочь рабочего металлургического завода Коре Отто Вервика (Kåre Otto Vervik; 1924—1994) и домохозяйки и бизнес-леди Грете Серигстад (Grete Serigstad; 1931—2013).
В 1980 году окончила школу в Йёрпеланне. В 1987 году окончила медицинский колледж Ставангера (ныне Университет Ставангера). В 1992—1994 годах изучала административное управление и финансы в заочном институте NKI в Осло. В 1997—1999 годах получила дальнейшее образование медсестры интенсивной терапии в Университете Ставангера.
В 1980—1984 годах работала с молодежью в миссии норвежского лютеранского общества «внутреннего миссионерства» (ныне Normisjon).  В 1981—1982 годах училась в библейской школе в Осло (ныне NLA Høgskolen Staffeldtsgate).
С 1987 по 2007 год работала в Университетской больнице Ставангера, занимала различные должности.
По результатам местных выборов 2003 года избрана депутатом муниципального совета Есдала. По результатам местных выборов 2007 года избрана мэром коммуны Есдал, переизбрана в 2011 году. В 2007—2013 годах — депутат совета фюльке Ругаланн.
С 2004 по 2007 год возглавляла отделение партии в Есдале. В 2006—2008 годах руководитель обучения отделения партии в Ругаланне, в 2008—2014 годах — лидер отделения партии в Ругаланне. Член правления партии в 2008—2014 годах. На партийном съезде в мае 2015 года избрана вторым заместителем лидера партии, в 2017 году — первым заместителем лидера партии. После отставки Кнута Арильда Харейде 17 января 2019 года исполняла обязанности лидера партии до избрания 27 апреля Хьелля Ингольфа Ропстада. 24 сентября 2021 года стала исполняющей обязанности лидера партии после отставки Хьелля Ингольфа Ропстада.
По результатам парламентских выборов 2013 года избрана депутатом стортинга в округе Ругаланн. Переизбиралась в 2017 и 2021 годах. Являлась членом комитета по здравоохранению, с 2017 года — председателем. После ухода в правительство 22 января 2019 года в стортинге её замещал Гейр Тоскедал, а с 1 по 14 октября 2021 года — Хадле Расмус Бьюланд (Hadle Rasmus Bjuland).
После перестановок в правительстве 22 января 2019 года получила портфель министра сельского хозяйства Норвегии в правительстве Сульберг. С 7 по 20 октября 2019 года исполняла обязанности министра по делам детей и семьи Норвегии. С 20 сентября 2021 года исполняла обязанности министра по делам детей и семьи Норвегии после отставки Хьеля Ингольфа Ропстада. Ушла в отставку 14 октября.

## Личная жизнь
Замужем за Яном Фроде Буллестадом (Jan Frode Bollestad), директором детского сада коммуны Есдал.